# La Poterie-Cap-d'Antifer
La Poterie-Cap-d'Antifer és un municipi francès situat al departament del Sena Marítim i a la regió de Normandia. L'any 2007 tenia 364 habitants.

## Demografia

### Població
El 2007 la població de fet de La Poterie-Cap-d'Antifer era de 364 persones. Hi havia 148 famílies de les quals 28 eren unipersonals (24 homes vivint sols i 4 dones vivint soles), 64 parelles sense fills, 48 parelles amb fills i 8 famílies monoparentals amb fills.
La població ha evolucionat segons el següent gràfic:
Habitants censats

### Habitatges
El 2007 hi havia 193 habitatges, 146 eren l'habitatge principal de la família, 41 eren segones residències i 6 estaven desocupats. 183 eren cases i 2 eren apartaments. Dels 146 habitatges principals, 134 estaven ocupats pels seus propietaris, 8 estaven llogats i ocupats pels llogaters i 4 estaven cedits a títol gratuït; 3 tenien una cambra, 6 en tenien dues, 21 en tenien tres, 48 en tenien quatre i 68 en tenien cinc o més. 122 habitatges disposaven pel capbaix d'una plaça de pàrquing. A 46 habitatges hi havia un automòbil i a 91 n'hi havia dos o més.

### Piràmide de població
La piràmide de població per edats i sexe el 2009 era:
| Homes | Edats   | Dones |
| ----- | ------- | ----- |
| 0     | 95 o +  | 0     |
| 0     | 90 a 94 | 0     |
| 0     | 85 a 89 | 4     |
| 4     | 80 a 84 | 0     |
| 0     | 75 a 79 | 4     |
| 4     | 70 a 74 | 12    |
| 4     | 65 a 69 | 0     |
| 24    | 60 a 64 | 4     |
| 12    | 55 a 59 | 16    |
| 12    | 50 a 54 | 16    |
| 4     | 45 a 49 | 8     |
| 20    | 40 a 44 | 4     |
| 4     | 35 a 39 | 12    |
| 16    | 30 a 34 | 32    |
| 12    | 25 a 29 | 4     |
| 8     | 20 a 24 | 0     |
| 20    | 15 a 19 | 4     |
| 12    | 10 a 14 | 12    |
| 4     | 5 a 9   | 8     |
| 20    | 0 a 4   | 8     |

## Economia
El 2007 la població en edat de treballar era de 235 persones, 179 eren actives i 56 eren inactives. De les 179 persones actives 167 estaven ocupades (91 homes i 76 dones) i 12 estaven aturades (6 homes i 6 dones). De les 56 persones inactives 30 estaven jubilades, 15 estaven estudiant i 11 estaven classificades com a «altres inactius».

### Ingressos
El 2009 a La Poterie-Cap-d'Antifer hi havia 157 unitats fiscals que integraven 416,5 persones, la mediana anual d'ingressos fiscals per persona era de 20.332 €.

### Activitats econòmiques
Dels 6 establiments que hi havia el 2007, 2 eren d'empreses de construcció, 1 d'una empresa d'hostatgeria i restauració, 1 d'una empresa financera, 1 d'una empresa immobiliària i 1 d'una empresa classificada com a «altres activitats de serveis».
Els 2 serveis als particulars que hi havia el 2009 eren lampisteries.
L'any 2000 a La Poterie-Cap-d'Antifer hi havia 9 explotacions agrícoles.

## Equipaments sanitaris i escolars
El 2009 hi havia una escola maternal integrada dins d'un grup escolar amb les comunes properes formant una escola dispersa.

## Poblacions més properes
El següent diagrama mostra les poblacions més properes.